# Souleymane Doukara
Souleymane Doukara oder kurz Dudu bzw. The Duke (* 29. September 1991 in Meudon) ist ein französisch-mauretanischer Fußballspieler mit senegalesischen Wurzeln.

## Karriere

### Verein
Doukara spielte für die Nachwuchsmannschaften der französischen Vereine SCM Châtillon, CA Paris und Paris Université Club. Seine Profikarriere startete er hingegen beim italienischen Fünftligisten Rovigo Calcio. Hier spielte er drei Spielzeiten lang und wechselte anschließend zum Catania Calcio. Bei diesem Verein gehörte er zwei Spielzeiten lang zum Kader und wurde für die Spielzeit 2014/15 an den SS Juve Stabia ausgeliehen. Im Sommer 2015 verließ er Italien und setzte seine Karriere mit seinem Wechsel zum Zweitligisten Leeds United in England fort. In der Sommertransferperiode 2017 wurde Doukara vom türkischen Erstligisten Osmanlıspor FK verpflichtet und eine halbe Spielzeit später an den Ligarivalen Antalyaspor abgegeben. Während der Sommertransferperiode 2019/20 verließ er die Türkei und setzte seine Karriere bei al-Ettifaq fort. Nach zwei Jahren kehrte er wieder in die Türkei zurück und schloss sich Giresunspor an. Von April bis Oktober 2022 war Doukara dann vereinslos und ging anschließend zum griechischen Erstligisten Levadiakos.

### Nationalmannschaft
Am 30. Dezember 2021 debütierte Doukara in einem Testspiel gegen Burkina Faso (0:0) für die mauretanische A-Nationalmannschaft. Sein Pflichtspieldebüt gab er knapp zwei Wochen später bei einer 0:1-Niederlage während der Gruppenphase des Afrika-Cups in Kamerun.